# Ponte General Artigas
A ponte General Artigas é uma ponte rodoviária internacional que cruza o rio Uruguai e une as cidades de Colón (província de Entre Ríos, Argentina) e Paysandú (departamento de Paysandú, Uruguai). É uma ponte viga com um comprimento total de 2.350 metros. O vão principal da ponte mede 334 metros de comprimento.
O nome da ponte é uma homenagem a José Gervasio Artigas, o pai da independência do Uruguai. Foi inaugurada em 10 de dezembro de 1975.